# Secolul al V-lea î.Hr.
(Secolul al VI-lea î.Hr. - Secolul al V-lea î.Hr. - Secolul al IV-lea î.Hr. - alte secole)

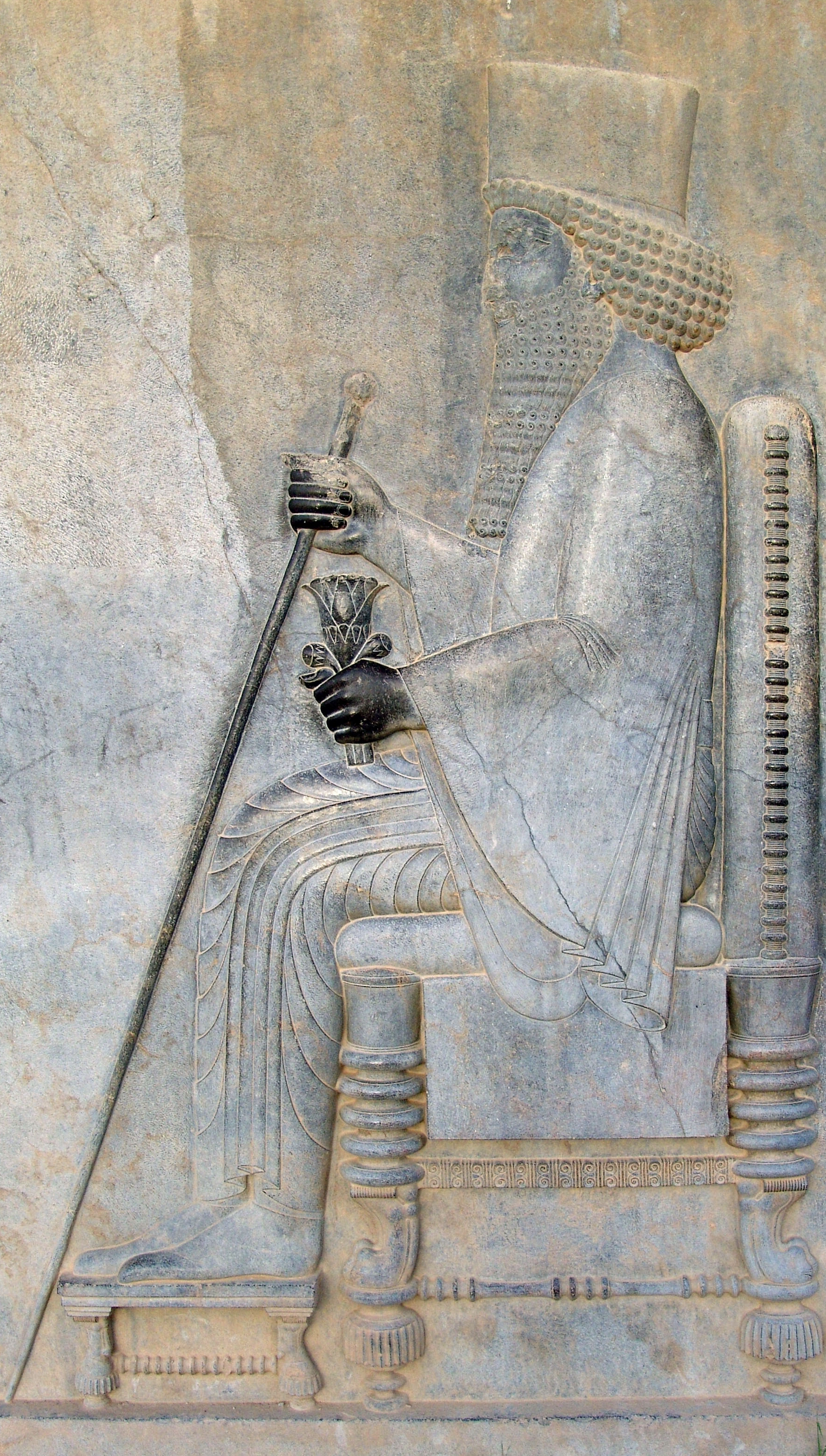
Darius I-personalitatea secolului V i.e.n.

Secolul al V-lea î.Hr. a durat din anul 500 î.Hr. pana in anul 401 î.Hr..
Acest secol a văzut începutul unei perioade de strălucire filosofice între civilizațiile occidentale, în special cea greceasca. Filosofia greacă s-a dezvoltat în timpul secolul 5 î.Hr., stabilind ideologia vestica-Democratia. În Atena și în altă parti  în Marea Mediterană, secolul 5 s-a marcat în dezvoltarea instituțiilor politice, artă, arhitectură, literatură etc.
A fost, de asemenea, remarcabil pentru Razboaiele persane si pentru razboaiele dintre orasele-state grecesti. Determinat de a pedepsi Atena pentru susținerea unei revolte de orașele grecești cucerite în Asia Mică, regele Darius I a trimis armate multe împotriva lor, dar planul sau a fost împiedicat de o furtună și mai târziu de o înfrângere la Bătălia de la Marathon. Fiul său, Xerxes a încercat să termine ce a inceput, de 10 ani mai târziu, și a reușit în capturarea  Atenei si incendierea ei, dar fiind  învins pe teren mai târziu, la Plataea. În ultima parte a secolului al grecilor a inceput Razboiul Peleponesiac dintre orașele Atena și Sparta, concurând pentru dominația absolută. Spartanii au iesit victorioși în această bătălie.

## Evenimente

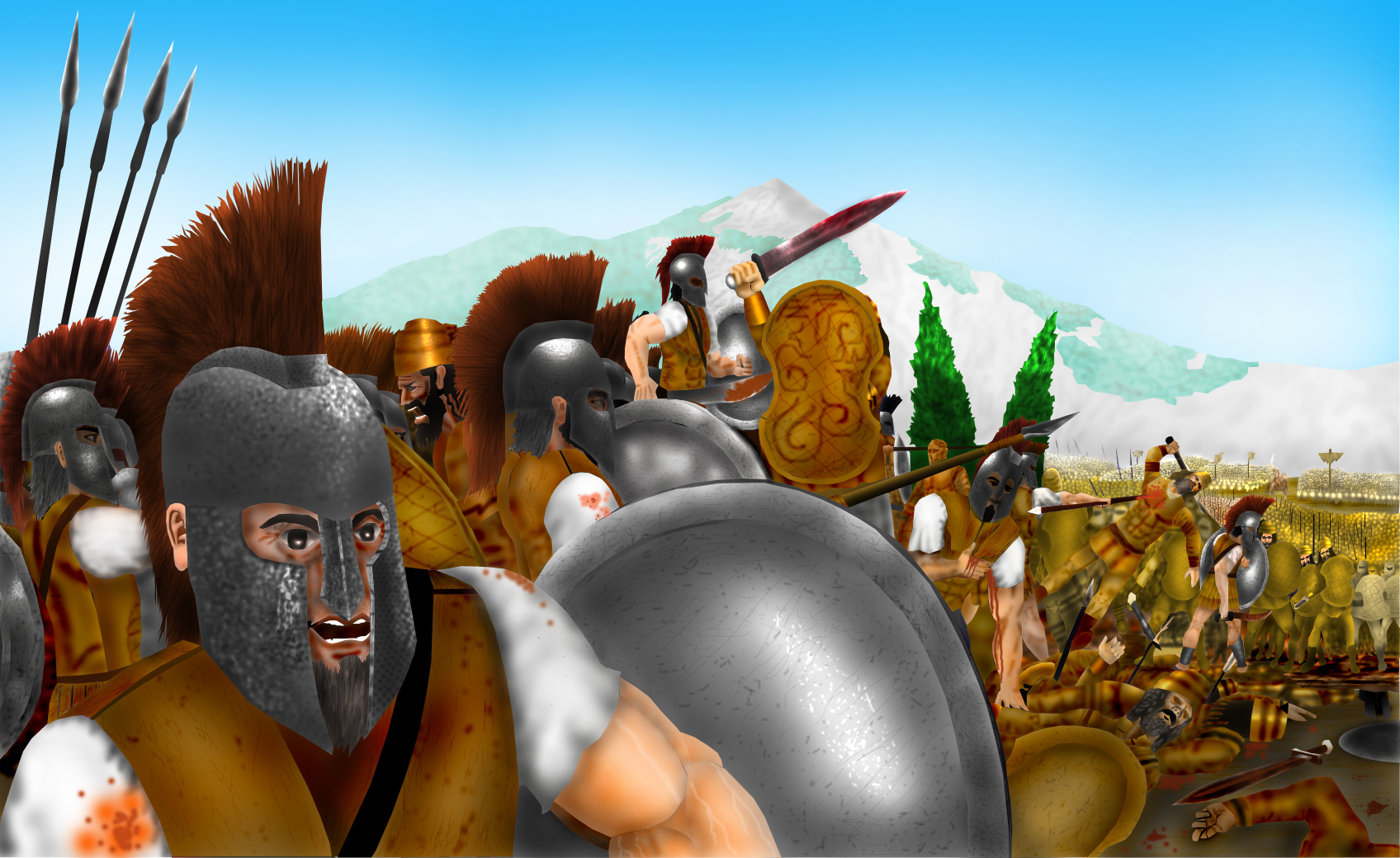
Marathon

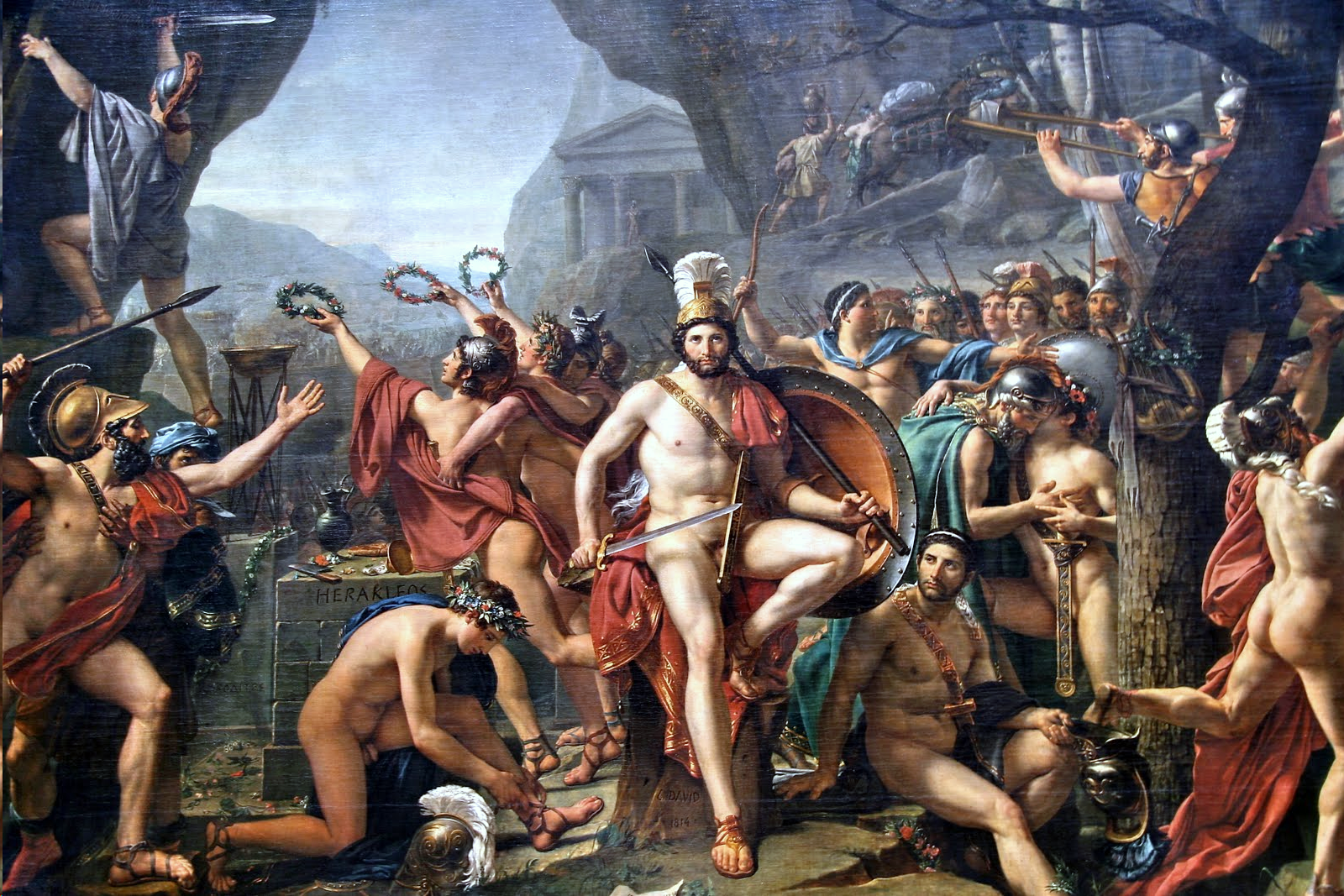
Thermopyles

- în acest secol, altfel neprecizat, a apărut iudaismul.[1]
- 499 : Aristagoras , care acționează în numele  Imperiului Persan , conduce un atac eșuat asupra insulei  Naxos .
- 499 : Aristagoras instigă Revolta ionica , începând  Razboaiele Medice  dintre Grecia și Persia.
- 499 : Sardes este distrus  de către trupele ateniene si ioniene.
- 498 : Leontini este subjugat de Hippocrate din Gela .
- 498 î.Hr.: Alexandru I  il succede pe tatăl  lui, Amyntas I, ca rege al Macedoniei .
- 496 î.Hr.: Bătălia de lângă lacul Regillus
- 494 î.Hr.: Bătălia de la Lade
- 494 î.Hr.: doi tribuni  și doi edili ale  plebei sunt aleși pentru prima dată în Roma : biroul de tribunat este stabilit.
- 494 î.Hr.: Roma tranziteaza din  Republica Aristocratica intr-o Republică liberalizata .
- 494 î.Hr. -- Secesiunea plebeilor (retragerea lor pe Muntele Sacru)
- 493 î.Hr. -- crearea tribunatului plebei
- 493 : Piraeus , oras-port al Atenei , este întemeiat.
- 493 : Coriolanus ii captureaza  pe   Volscieni din orașul   Corioli pentru Roma .
- 492 : prima expeditie a regelui Darius I al Persiei împotriva Greciei,insotit de  fiul sau, Mardonius . Acest lucru marchează începutul campaniei, care a culminat cu bătălia de la Marathon în 490 î.Hr. .
- 491 : Leotychidas  il succede pe  vărul său, Demaratus ,ca rege al Spartei .
- 491 : Gelo devine tiran in Gela .
- 490 î.Hr.: Bătălia de la Marathon ,  Darius I al Persiei este învins de către atenieni și Plataeans sub Miltiades .
- 490 : Fidippides alearga  40 de kilometri de la Marathon la Atena pentru a anunța vestea victoriei grecesti, originea maratonului-cursa de lungă distanță .
- 489 : Orasele din Rodos se unesc și incepe construcția noului oraș din Rhodos
- 488 : Leonidas il succede pe  fratele lui,  Cleomenes I,ca regele Spartei , după ce Cleomenes este judecat ca fiind  nebun
- 488 î.Hr. -- Război împotriva volscilor
- 487 :  revolte in Egipt împotriva perșilor .
- 487 : Aegina și Atena merge la război
- 487 :  Archonship devine electiv prin tragere la sorți, un reper important în mișcarea radicală față de democrația ateniană
- 486 : Xerxes I il succede pe  Darius I, ca mare rege al Persiei
- 486 :  revolte in Egipt împotriva statului persan
- 486 ien: Prima  Consiliu budist la Rejgaha , sub patronajul regelui Ajatasattu .
- 484 : dramaturgul atenian Aeschylus câștigă un premiu in poezie
- 484 : Xerxes I desființează Regatul Babilon și elimină statuia de aur a lui Bel ( Marduk , Merodach )
- 484 : perși recâștiga controlul in Egipt
- 483 î.Hr.: Gautama Buddha a murit
- 483 : Xerxes I al Persiei începe planificarea expediției  împotriva Greciei
- 481 : Istmul din Corint  încheie razboiul dintre  Atena și Aegina
- 480 î.Hr.: Cimon și prietenii săi ard  fraiele de cai,ca o jertfă pentru Athena și  se alătura marinarilor
- 480 î.Hr.: Pleistarchus il succede pe  tatăl sau, Leonidas I ca rege al Spartei .
- 480 î.Hr. Bătălia de la Veii (480 î.Hr.) - consulii Marcus Fabius Vibulanus și Gnaeus Manlius Cincinnatus câștigă greu lupta contra populației Veius și a aliaților lor, etruscii. Consulul Gnaeus Manlius Cincinnatus și fostul consul Quintus Fabius sunt uciși.
- August, 480 î.Hr.: Bătălia de la Artemisium
- August 11, 480 î.Hr.: Bătălia de la Termopile , o victorie costisitoare a persilor asupra  grecilor
- 23 septembrie 480 î.Hr.: Bătălia de la Salamina între Grecia și Persia
- 480 î.Hr.: Bătălia de la Himera - cartaginezi condusi de  Hamilcar sunt înfrânți de către grecii din Sicilia , condus de Gelon din Syracuse
- 480 î.Hr.: Romanii se lupta cu  Veientinii
- 479 î.Hr. : Bătălia de la Plataea
- 479 î.Hr.: Bătălia de la Mycale .
- 479 î.Hr.: Potidaea este lovit de un tsunami .
- 478 : Stabilirea  Templului lui Confucius in  Qufu .
- 477 : Liga Deliana este inaugurata.
- 476 : Archidamus II il succede pe  bunicul său ,Leotychides , care este exilat in Tegea , ca rege al Spartei .
- 475 : Regele Xuan Zhou devine rege al dinastiei Zhou .
- 474 î.Hr. : Bătălia de la Cumae
- 474 : poetul elen Pindar se mută la Teba .
- 473 : Wu este anexat de  Yue .
- 472 : Carystus în Eubeea este obligat să se alăture Ligii Deliane .
- 472 :  Tragedie Persanii„” este produsa de Eschil .
- 471 : Themistocles este ostracizat.
- 468 : Sofocle, dramaturg grec, il invinge pe Eschil pentru Premiul atenian.
- 468 : Antium este capturat de romani.
- 468 : Regele Zhending Zhou devine rege al dinastiei Zhou de China.
- 466 : Liga Deliana  invinge Persia in Bătălia de la Eurymedon.
- 466 :  colonia greacă Taras , din Magna Graecia , este înfrânta de Iapyges
- 465 : Regele Xerxes I al Imperiului Persan este ucis de către Artabanus Hyrcanian. El este urmat de regentul Artabanus
- 465 :  revoltele Thasos din Liga Deliana .
- 464 : Un cutremur în Sparta duce la o revolta in Grecia, relații tensionate cu Atena, unul dintre factorii care duc la razboiului peloponeziac.
- 464 BC: Regent regele Persiei Artabanus este ucis de Artaxerxe  care il succede la tron.
- 464 BC: al treilea razboi Messenian.
- 462 BC : revolta Thasos împotriva Ligii Deliane
- 461 BC : politicianul atenian Cimon este ostracizat.
- 460 BC : revolte in Egipt  împotriva Persiei, incepe un război șase ani.
- 460 BC: Cincinnatus devine consul al Republicii Romane
- 459 BC : Pleistoanax il succede pe  Pleistarchus ca rege al Spartei.
- 459 BC: Distrugerea  orașului sicilian,Morgantina de catre  Douketios, liderul Sikelilor
- 459 BC: Ezra conduce al doilea corp al evreilor din Babilon la Ierusalim.
- 458 BC : dramaturgul Eschil finiseaza Orestia.
- 458 BC: Cincinnatus este numit dictator al Republicii romane, în scopul de a se apăra împotriva Aequilor. Șaisprezece zile mai târziu, după ce a învins pe invadatori de la Bătălia de la Mons Algidus, demisioneaza și se întoarce la ferma lui.
- 457 î.Hr. : Pericle impune reforma cea mai mare, permițând oamenilor  pentru a servi în orice birou de stat, inaugurează epoca de aur a Atenei.
- 457 î.Hr.: Bătălia de la Tanagra -spartanii  înving pe  atenieni , in apropiere de Teba.
- 457 î.Hr.: Bătălia de la Oenophyta - Atenienii inving tebanii și  preiau controlul asupra  Boeotiei.
- 457 î.Hr.: Decretul dlui Artaxerxe I  restabileste guvernul  in orașul Ierusalim.
- 455 BC : A treizeci de ani de armistițiu încheiat între Atena și Lacedaemon.
- 455 î.Hr.: Euripide prezintă primua sa tragedie, „Peliadele”, într-un festival atenian de sărbătorile dionisiace .
- 454 BC : Atena pierde o flotă și este posibil ca 50 000 de oameni sa fi esuat in a sprijini revolta egiptenilor impotriva Persiei
- 454 BC: Trezoreria  Ligii Deliane este mutata de la Delos la Atena.
- 454 BC: ostilități între Segesta și Selinunte
- 453 BC : Taiyuan, un oraș din China, este inundat.
- 451 BC : Atena face pace cu Sparta și se aliaza împotriva Persiei .
- 451 BC: decemviri vin la putere în Republica Romană . Ei adoptă  legea celor  douăsprezece table ,punand bazele dreptului roman
- 450 î.Hr. -- Legea celor XII Table: Autorizarea căsătoriilor între patricieni și plebei (Lex Canuleia)
- 450 î.Hr. : Bătălia de la Salamina: atenienii la comanda lui  Cimon înving flota persana
- 450 BC: Perdiccas II il succede pe  Alexandru I ca rege al Macedoniei
- 450 î.Hr.- 325 î.Hr.: Olmecii pleaca din La Venta,fiind depopulata pana in 325 BC.
- 449 BC : Pacea de la Callias între Liga Deliana și Persia. Se incheie razboaiele medice
- 448 î.Hr. a fost încheiată „pacea lui Callias”, prin care au fost terminate oficial războaiele medice, Atena obținând recunoașterea de către Persia a ligii sale.
- 449 BC: Cele Doisprezece Tabelele sunt promulgate de oamenii din Roma, ca primele legi publice ale Republicii romane.
- 449 BC: Romanii se revolta împotriva decemviriilor. Decemvirii demisioneaza și tribunatul este restabilit.
- 449 BC: Herodot înregistrează evenimentele în ceea ce privește al doilea război persan.
- 447 î.Hr.: Bătălia de la Coronea - Atenienii sunt alungați din Beoția.
- 447 BC: Achaeus din Eretria, un  dramaturg grec, prezinta prima sa piesa.
- 445 BC : Pericle declară Treizeci de ani de pace între Atena și Sparta .
- 445 BC: Artaxerxes I ii ofera lui Neemia permisiunea de a reconstrui Ierusalimul .
- 445 BC: Curtius Lacus este creat de un fulger, in Roma. Acesta este consacrat de Gaius, Mettius sau Marcus Curtius.
- 443 BC : Republica Roman creează funcția de cenzor, inițial exclusiva pentru  patricieni.
- 443 BC: Fundația coloniei grecesti  Thurii în Italia.
- 442 BC : Sofocle scrie Antigona.
- 441 BC : Regele Ai de Zhou devine rege al dinastiei Zhou de China, dar moare înainte de sfârșitul anului.
- 440 BC : foamete la Roma.
- 440 BC: Regele Kao Zhou devine rege al dinastiei Zhou de China.
- 440 BC: Meron determină cele două puncte de solstițiul.
- 440 BC: Democrit propune existența unor particule indivizibile, pe care el le numește atomi.
- 439 BC: Cincinnatus redevine dictator roman,ii invinge pe  Volsci.
- 439 BC:  Gaius Servilius Ahala a salvat  Roma de  Spurius Maelius.
- 434 BC: Conflict dintre insula greceasca  Kerkyra  si orasul-mama  Corint.
- 434 BC: Anaxagoras incearca sa masoare cercul cu rigla si compasul
- 433 BC: Batalia de la  Sybota dintre Corcyra si  Corint.
- 433 BC  Inmormantarea lui Marquis Yi de Zeng in China.
- 432 BC: Atena adopta un ciclu de 19 ani de sincronizare solara si lunara
- 432 BC: Atena invinge Corint in batalia de la  Potidaea.
- 432 BC: Colonia greceasca  Heraclea este fondata de  Tarentum si Thurii.
- 431 BC: Razboiul Peleponesiac dintre Atena si Sparta si aliatii lor
- 431 BC:  Aequianienii sunt invinsi de romani sub comanda lui  A. Postumius Tubertus.
- 431 BC: Fizicianul Empedocle articuleaza doctrina celor 4 umori: flegma, bila neagră, bila galbenă și sângele.
- 430 BC:Ciuma raspandita la Atena
- c. 430 BC: Prima performanta a lui Sofocle: Oedipus Regele
- 429 î.Hr. : Bătălia de la Chalcis
- 429 î.Hr.: Bătălia de la Naupactus
- 429 BC: O epidemie de ciuma ucide peste o treime din populația de la Atena.
- 429 BC: Regele Sitalkes din Tracia invadează Macedonia.
- 428 BC :  rebeliunea Mytileniana împotriva Atenei este zdrobita
- 428 BC: Sparta încearcă să zdrobească o rebeliune Corcyra, dar anulează efortul atunci când atenienii ii intercepteaza.
- 428 BC: colonie greacă  Cumae, din Italia, revine la Samniti.
- 427 BC : Liderii revoltei Mytileniene sunt executati.
- 427 BC: Platea se preda spartanilo, care execută peste 200 de prizonieri și distrug orașul.
- 427 BC: Atenienii intervin în Sicilia care este sub blocada spartana
- 426 BC : Demostene pierde asediul asupra coloniei corintiene, Leukas .
- 426 BC: Atunci când Ambracia invadează Acarnania, ei caută ajutor de la spartani și atenieni. Atenienii înving  spartanii în Bătălia de la Olpae.
- 425 BC : Demostene  captureaza portul  Pylos din Pelopones .
- 425 BC: Atenienii invadeaza Sphacteria și înving spartanii în Bătălia de la Pylos.
- 424 BC : Sicilia se retrage din război și expulzează fiecare putere străină. Astfel, Atena este obligata să se retragă de pe insula.
- 424 BC: Atenienii încearcă să captureze Megara, dar sunt înfrânți de spartani.
- 424 BC: Generalul spartan Brasidas captureaza Amfipoli. Tucidide este responsabil pentru eșecul atenian și este ostracizat. Acest lucru îi dă timp pentru a începe sa scrie o carte de istorie.
- 423 BC : Atenienii propun un acord de încetare a focului, dar Brasidas ignoră.
- 422 BC : Spartanii înving atenienii în Bătălia de la Amfipolis ,ambii generali din ambele tabere, Cleon și Brasidas sunt uciși.
- 421 BC : Pacea de la Nicias pune  capăt  ostilităților dintre Atena și Sparta temporar
- 420 î.Hr. : Alicibiades este ales strateg de Atena și începe să domine politica ateniana.
- 419 BC : Pacea de la Nicias este rupta atunci când Sparta infrange Argos.
- 418 BC : Spartanii câștiga o victorie majoră asupra atenienilor, în Bătălia de la Mantinea
- 416 BC : Atenienii captureaza insula Melos si  trateaza locuitorii cu mare cruzime.
- 416 BC: Atenienii cer ajutor din Sicilia și încep  planificarea invaziei
- 415 BC : Cele mai sacre  busturi din Atena sunt mutilate, chiar înainte de expediția asupra Siciliei
- Unul dintre vinovați, Andocides, este capturat și este nevoit sa informeze si despre ceilalti mutilatori, printre care Alcibiade, care este condamnat la moarte.
- 415 BC:  Alcibiade pleaca de la Atena la Sparta, după ce a aflat despre condamnarea sa la moarte.
- 414 BC : Atenienii  încearca  să  descopere cum sa desfasoare   asediul orasului Siracuza, dar sunt înfrânți de spartani.
- 413 BC : Demostene le sugerează atenienienilor sa lase Siracuza, în scopul de a reveni la Atena, în cazul în care este nevoie de ajutor. Cu toate acestea, Nicias refuză și este din nou învins în lupta de spartani. Atât Demostene și Nicias sunt uciși.
- 413 BC: Caria se aliaza cu Sparta.
- 412 BC : Imperiul Persan începe pregătirea unei invazii  asupra orasului Ionia și semnează un tratat de alianta cu Sparta.
- 411 BC : democrația din Atena este răsturnata și înlocuita de Consiliul oligarhic al celor 400. Acest consiliu este învins și ordinea este aproape restabilită si se planuieste consiliul celor 5000. La inceputul anului următor, este răsturnat și a democrația este  restaurata.
- 410 BC: Atena preia controlul asupra rutelor maritime din Marea Neagra,invingand Sparta in Batalia de la  Cyzicus.
- 409 BC : Atena redobandeste Bizanț,punand capat revoltei si preluand controlul asupra Bosforului
- 409 BC: orașul Rhodos este fondat.
- 409 BC: cartaginezi invadeaza Sicilia.
- 408 BC : regele persan, Darius al II-lea, decide sa ajute Sparta in razboi si il numeste satrap pe fiul sau, Cyruspentru
- Cu toate acestea, Cyrus începe strangerea unor armate  de a beneficia de propriile sale interese
- 408 BC: Alcibiade se întoarce la Atena, în triumf, după o absență de șapte ani.
- 407 BC : flota ateniană este dirijata de un spartan în Bătălia de la Notium, care oferă adversarilor lui Alcibiade un motiv să-l dea jos jos de la comandă. El nu se va mai  întoarce la Atena niciodata.
- 406 BC : Atena învinge  Sparta în bătălia de la Arginusae și blocada  lui Conon este ridicata.
- 406 BC: Sparta cere pace, dar Atena respinge
- 406 BC: cartaginezii invadeaza din nou  Sicilia și  revin in Cartagina cu prada de război, dar, de asemenea, si cu ciuma.
- 406 î.Hr. - 396 î.Hr. -- Asedierea și cucerirea orașului Veii
- 405 BC : Regele spartan Pausanias stabilește asediu la Atena. In urma asediului, atenienii infometeaza
- 405 BC: Dionisie cel Bătrân se ridică la putere în Siracuza. El semnează tratat de pace cu Cartagina și începe consolidarea și extinderea influenței sale.
- 404 î.Hr.:
  - Egiptul se revolta din nou impotriva Persiei
  - 25 aprilie: Atena se predă  Spartei, se încheie razboiului peloponeziac. Sparta introduce un sistem oligarhic format din consiliul celor Treizeci de Tirani, în Atena.
- 403 î.Hr.: 
  - Unii atenieni exilati revin  la lupta împotriva celor Treizeci de Tirani și restabilesc democrația în Atena. Ei sunt invinsi în Bătălia de la Piraeus. Dupa aceasta, regele spartan Pausanias permite restaurarea democratiei în Atena.
  - Atenienii  adopta alfabetul Ionic.
- 401 î.Hr.: Cyrus se rascoala împotriva regelui persan Artaxerxes II, dar este în cele din urmă ucis în luptă.
- 400 î.Hr.: 
  - După ce Cyrus a fost ucis, mercenarii  greci se intorc în Grecia. Sparta este atat de impresionata de faptele lor, incat declara razboi Persiei
  - cartaginezii ocupa Malta.
  - Rascoala din Egipt impotriva Persiei s-a dovedit un succes.
  - Londra este intemeiata
  - perioada Jomon se încheie în Japonia antică.

## Oameni importanți
- Pitagora
- Gautama Siddhartha
- Confucius
- Darius I
- Sofocle
- Pericle
- Phidias
- Herodot
- Euripide
- Socrate
- Xerxes I
- Tucidide
- Hippocrate
- Democrit
- Darius al II-lea
- Temistocle
- Miltiades
- Leonidas

## Invenții, descoperiri
| Perioada                            | Invenția | Persoana căreia i se atribuie      | Regiunea      |
| ----------------------------------- | --- | ---------------------------------- | ------------- |
| 500                                 | primele construcții fortificate în Atena                                                                                             |                                    | Grecia antică |
| 500                                 | - apariția hărților - fecundarea artificială a curmalului - moară de măcinat din piatră - presa (teasc) cu pârghie și contragreutăți |                                    | Grecia antică |
| 500                                 | zahărul |                                    | India antică  |
| 500                                 | chirurgia plastică | Susruta                            | India antică  |
| 500                                 | puntea dentară |                                    | Etruria       |
| 500                                 | zmeul | Lu Ban.                            | China         |
| 500                                 | plugul greu (de fier) |                                    | China         |
| 500                                 | tratat de tehnică militară | Zeng Gong Liang                    | China         |
| 499 - 477                           | harnașament la cai |                                    | China         |
| 484                                 | dezvoltarea minelor în Laurion (evolutia puțurilor verticale)                                                                        |                                    | Grecia antică |
| 479                                 | începutul construcției portului Pireu                                                                                                |                                    | Grecia antică |
| 470                                 | reconstruirea zidurilor Atenei. | Temistocle                         | Grecia antică |
| 470 - 430                           | lucrările de urbanism | Hippodamos din Milet și succesorii | Grecia antică |
| 450                                 | dezvoltarea tehnicii militare |                                    | Grecia antică |
| 450                                 | șurubul, scripetele | Archytas                           | Grecia antică |
| - 447 - 432 - 437 - 432 - 430 - 410 | - Partenonul - Propileele - Erechteionul                                                                                             |                                    | Grecia antică |
| 424 - 387                           | 12 canale de-a lungul râului Chang (afluent al Fluviului Galben)                                                                     | Si Men Po                          | China         |
| 407                                 | podul peste Bosfor | Mandrocles din Samos               | Grecia antică |
| 407                                 | regim dietetic | Hippocrate                         | Grecia antică |

## Decenii și ani
| Anii 490 î.Hr. | Anii 480 î.Hr. | Anii 470 î.Hr. | Anii 460 î.Hr. | Anii 450 î.Hr. | Anii 440 î.Hr. | Anii 430 î.Hr. | Anii 420 î.Hr. | Anii 410 î.Hr. | Anii 400 î.Hr. |

| 500 î.Hr. | 509 î.Hr. | 508 î.Hr. | 507 î.Hr. | 506 î.Hr. | 505 î.Hr. | 504 î.Hr. | 503 î.Hr. | 502 î.Hr. | 501 î.Hr. | 500 î.Hr. |
| 490 î.Hr. | 499 î.Hr. | 498 î.Hr. | 497 î.Hr. | 496 î.Hr. | 495 î.Hr. | 494 î.Hr. | 493 î.Hr. | 492 î.Hr. | 491 î.Hr. | 490 î.Hr. |
| 480 î.Hr. | 489 î.Hr. | 488 î.Hr. | 487 î.Hr. | 486 î.Hr. | 485 î.Hr. | 484 î.Hr. | 483 î.Hr. | 482 î.Hr. | 481 î.Hr. | 480 î.Hr. |
| 470 î.Hr. | 479 î.Hr. | 478 î.Hr. | 477 î.Hr. | 476 î.Hr. | 475 î.Hr. | 474 î.Hr. | 473 î.Hr. | 472 î.Hr. | 471 î.Hr. | 470 î.Hr. |
| 460 î.Hr. | 469 î.Hr. | 468 î.Hr. | 467 î.Hr. | 466 î.Hr. | 465 î.Hr. | 464 î.Hr. | 463 î.Hr. | 462 î.Hr. | 461 î.Hr. | 460 î.Hr. |
| 450 î.Hr. | 459 î.Hr. | 458 î.Hr. | 457 î.Hr. | 456 î.Hr. | 455 î.Hr. | 454 î.Hr. | 453 î.Hr. | 452 î.Hr. | 451 î.Hr. | 450 î.Hr. |
| 440 î.Hr. | 449 î.Hr. | 448 î.Hr. | 447 î.Hr. | 446 î.Hr. | 445 î.Hr. | 444 î.Hr. | 443 î.Hr. | 442 î.Hr. | 441 î.Hr. | 440 î.Hr. |
| 430 î.Hr. | 439 î.Hr. | 438 î.Hr. | 437 î.Hr. | 436 î.Hr. | 435 î.Hr. | 434 î.Hr. | 433 î.Hr. | 432 î.Hr. | 431 î.Hr. | 430 î.Hr. |
| 420 î.Hr. | 429 î.Hr. | 428 î.Hr. | 427 î.Hr. | 426 î.Hr. | 425 î.Hr. | 424 î.Hr. | 423 î.Hr. | 422 î.Hr. | 421 î.Hr. | 420 î.Hr. |
| 410 î.Hr. | 419 î.Hr. | 418 î.Hr. | 417 î.Hr. | 416 î.Hr. | 415 î.Hr. | 414 î.Hr. | 413 î.Hr. | 412 î.Hr. | 411 î.Hr. | 410 î.Hr. |
| 400 î.Hr. | 409 î.Hr. | 408 î.Hr. | 407 î.Hr. | 406 î.Hr. | 405 î.Hr. | 404 î.Hr. | 403 î.Hr. | 402 î.Hr. | 401 î.Hr. | 400 î.Hr. |